# 卡立·艾域禾
卡立·托楚烏·馬拉納塔·艾域禾（Caleb Tochukwu Maranatha Ekwegwo，1988年8月1日—），正式中文名稱是王卡立，生於尼日利亞奧尼查，尼日利亞裔香港足球運動員，司職前鋒。

## 球員生涯
卡立生於尼日利亞奧尼查，於2007年首次到香港發展短暫效力康宏晨曦，其後轉投寶路華流浪，直到寶路華流浪於2008年宣告護級失敗降班後，卡立跟隨球隊班底過檔新組成的四海。
卡立季中轉投新界地區球隊和富大埔，又於2010年離開香港加盟以色列球會夏普爾上拿撒勒，7月轉投基爾史莫納夏普爾，在2011年3月加盟立陶宛球會加爾格日代並在歐霸盃外圍賽上陣，不過及後因膝傷回港接受手術，卡立在2013年1月回歸和富大埔，於2016年5月15日以1–0擊敗駿其天旭的香港甲組聯賽取得入球協助大埔來季重返香港超級聯賽。
在2016年8月，卡立轉會到剛降班至甲組的球會黃大仙。在2017/18球季，卡立於各項賽事上陣14場錄得7球，協助黃大仙以聯賽第7名完結球季。球季結束後，他轉會到港超聯球會佳聯元朗，並在2018年尾成功入籍香港，在2019年1月13日首次以本地球員身分代表元朗在聯賽上陣對戰香港飛馬。

## 榮譽

### 球隊
四海
- 香港預備組聯賽冠軍（2008–09季度）

基爾史莫納夏普爾
- 以色列托托盃冠軍（2010–2011季度）

邦加
- 立陶宛盃亞軍（2010–2011季度）

和富大埔
- 香港足總盃冠軍（2008–09季度）
- 香港高級組銀牌冠軍（2012–13季度）
- 香港乙組聯賽冠軍（2013–14季度）
- 香港甲組聯賽冠軍（2015–16季度）
- 香港足總盃初級組亞軍（2015–16季度）

佳聯元朗
- 香港菁英盃亞軍（2018–19季度）

景峰
- 香港甲組聯賽亞軍（2019–20季度）

瑞豐環球評估
- 香港丙組聯賽冠軍（2020–21季度）

三昇
- 香港丙組聯賽冠軍（2021–22季度）
- 香港乙組聯賽冠軍（2022–23季度）

### 個人
- 香港足總盃初級組神射手（2015–16季度）
- 香港甲組聯賽神射手（2016–17季度）
- 香港丙組聯賽神射手（2020–21季度）
- 香港丙組聯賽神射手（2021–22季度）
- 香港乙組聯賽神射手（2022–23季度）